# 卡尔瓦列达德瓦尔德奥拉斯
卡尔瓦列达德瓦尔德奥拉斯，是西班牙加利西亚自治区奥伦塞省的一个市镇。总面积223平方公里，总人口2129人（2001年），人口密度10人/平方公里。